# Hans-Peter Dick
Hans-Peter Dick (13 de Novembro de 1920 - ) foi um comandante de U-Boot que serviu na Kriegsmarine durante a Segunda Guerra Mundial.